# Линарес-и-Помбо, Арсенио
Арсенио Линарес-и-Помбо (исп. Arsenio Linares y Pombo; 22 октября 1848, Валенсия, Испания — 7 августа 1914, Мадрид, Испания) — испанский военный и государственный деятель, военный министр Испании (1900—1901, 1902—1904 и 1909). Генерал-лейтенант.

## Биография
Родился в семье бригадного генерала Карлоса Линареса Ньето и Клотильды Помбо Барже. Когда ему было шесть лет, его отец, тогда командующий пехотой, зарезервировал для него место в Толедском пехотном училище. Однако восемь лет спустя он сдал вступительный экзамен в Артиллерийский колледж Сеговии. Однако в 1864 г. он был вынужден оставить обучение из-за плохой успеваемости. По просьбе отца был назначен вторым лейтенантом в 12-м кавалерийском батальоне гарнизона в Севилье, в котором уже служил его брат Аугусто.
Последовательные переводы его подразделения привели его в Гранаду, Аранхуэс, Барселону и Мадрид, в котором он стал участником «Славной революции» (1868), что принесло ему воинское звание лейтенанта.
Участвовал в военных экспедициях на Кубу (в составе 5-го батальона), в мае 1873 г., страдая от малярии, он был вынужден вернуться в Мадрид, получил назначение во 2-й отдел военного министерства. В сентябре генерал Ховельяр-и-Солер, недавно назначенный генерал-капитаном Кубы, потребовал его приезда в качестве помощника. Он оставался в Гаване до апреля 1874 г. По возвращении в Мадрид его дядя, бригадный генерал Энрике Баргес Помбо, глава авангардной бригады II Северного армейского корпуса, назначил его в 19-й кавалерийский батальон Пуэрто-Рико, в его составе он стал участником Второй карлистской войны в самой Испании. В октябре генерал Ховельяр-и-Солер назначил его своим адъютантом. Участник битвы при Монте-Эскинце и снятия осады Памплоны. Командовал Центральной армией в Валенсии. Затем вернулся на Кубу в качестве помощника Ховельяра-и-Солера, назначенного генерал-капитаном острова.
В июле 1878 г. вернулся в Мадрид, ему было присвоено воинское звание полковника и он был назначен командиром 11-м пехотным полком Сан-Фернандо в Лериде.
В декабре, после женитьбы на дочери Ховелльяра, Марии Розе Ховелльяр Кардоне, его подразделение было переведено в Картахену, два года спустя — в Валенсию, а в 1882 г. — в Аликанте. В феврале 1883 г. его тесть был назначен генерал-капитаном Филиппин, взяв его с собой в Манилу, до апреля 1885 г. занимал пост командующего 1-й гражданской гвардии. По возвращении в Мадрид стал командующим гарнизоном крепости «Сан-Фернандо», затем служил в Аранхуэсе, а с июня 1887 года — в Леганесе.
В марте 1889 г. был произведён в бригадные генералы. Участвовал в разработке законопроекта о военной обязанности и воинском призыве. Был командующим 2-й пехотной бригадой, дислоцированной в Леганесе. С началом Войны за независимость Кубы был назначен командующим бригадой Сан-Луис в окрестностях Сантьяго-де-Куба. Различные встречи, проведённые с отрядами Хосе Масео в предгорьях Сьерра-Маэстры, были награждены Большим Красным Крестом в отставке за военные заслуги. Затем командовал 1-й дивизией, в марте 1898 г. был назначен начальником штаба Юго-Восточного армейского корпуса и повышен до генерал-лейтенанта.
Организовал оборону Сантьяго-де-Куба во время битвы при Колинас-де-Сан-Хуан (1898). Однако неудачно расположил силы обороны, испанские окопы на вершине холма, которые имели решающее значение для защиты города, были размещены не на своём месте и затрудняли даже стрельбу из винтовок с близкого расстояния против американского наступления. В ходе боёв получил огнестрельное ранение в левое предплечье.
В октябре 1899 г. он был назначен генерал-капитаном Арагона.
В 1900—1901, 1902—1904 и 1909 г. — военный министр Испании.
В 1900 г. королевой-регентом Марией Кристиной Австрийской был назначен пожизненным сенатором.
В 1906—1909 гг. — генерал-капитан Каталонии.
В 1909 г. его призыв к отправке резервистов-каталонцев для участия в военных операциях в Марокко привёл к восстанию.
В октябре 1912 г., проведя три года вне общественной жизни, он был назначен президентом Высшего военного и военно-морского совета. Год спустя, 26 ноября 1913 г., незадолго до конца жизни, женился вторым браком на Элизе Посураме Лопес, старшей сестре жены генерала Кастро Жироны.

## Награды и звания
- Большой крест ордена Карлоса III
- Три Красных Креста Военных заслуг
- Большой Красный крест Военных заслуг
- Кавалерский крест ордена Святого Фердинанда.